# Bound for Glory (2022)
Bound for Glory 2022 fue la decimoctava edición de Bound for Glory, un evento pago por visión de lucha libre profesional producido por Impact Wrestling. Tuvo lugar el 7 de octubre de 2022 en el Albany Armory en Albany, Nueva York. Este fue el cuarto y último evento pago por visión de Impact en 2022.

## Producción
El 4 de agosto de 2022, Impact Wrestling anunció que Bound for Glory se llevaría a cabo el 7 de octubre de 2022 en Albany Armory en Albany, Nueva York.

## Resultados
- Pre-show: Brian Myers derrotó a Dirty Dango y retuvo el Campeonato de los Medios Digitales de Impact.
  - Myers cubrió a Dango después de un «Roster Cut».
- Frankie Kazarian derrotó a Mike Bailey y ganó el Campeonato de la División X de Impact.
  - Kazarian forzó a Bailey a rendirse con un «Chickenwing Crossface».
- Mickie James derrotó a Mia Yim.
  - James cubrió a Yim después de un «Mickie-DT».
  - Si Yim ganaba, James tenía que retirarse de la lucha libre profesional.
- Death Dollz (Jessicka & Taya Valkyrie) (con Rosemary) derrotaron a VXT (Deonna Purrazzo & Chelsea Green) y ganaron el Campeonato Knockouts en Parejas de Impact.
  - Jessicka cubrió a Green después de un «Sick Driver».
- Honor No More (Matt Taven & Mike Bennett) (con Maria Kanellis) derrotaron a The Motor City Machine Guns (Alex Shelley & Chris Sabin) y retuvieron el Campeonato Mundial en Parejas de Impact.
  - Taven cubrió a Sabin con un «Roll-Up».
  - Durante la lucha, Maria interfirió a favor de Honor No More.
- Bully Ray derrotó a Steve Maclin y ganó el Call Your Shot Gauntlet Match y una oportunidad por cualquier campeonato de su elección.
  - Ray cubrió a Maclin después de un «Bully Bomb».
- Jordynne Grace derrotó a Masha Slamovich y retuvo el Campeonato Knockouts de Impact.
  - Grace cubrió a Slamovich después de un «Grace Driver».
- Josh Alexander derrotó a Eddie Edwards y retuvo el Campeonato Mundial de Impact.
  - Alexander cubrió a Edwards después de un «C4 Spike».
  - Después de la lucha, Bully Ray intento canjear su opción de Call Your Shot Gauntlet Match, pero fue atacado por Honor No More.

## Call Your Shot Gauntlet: entradas y eliminaciones

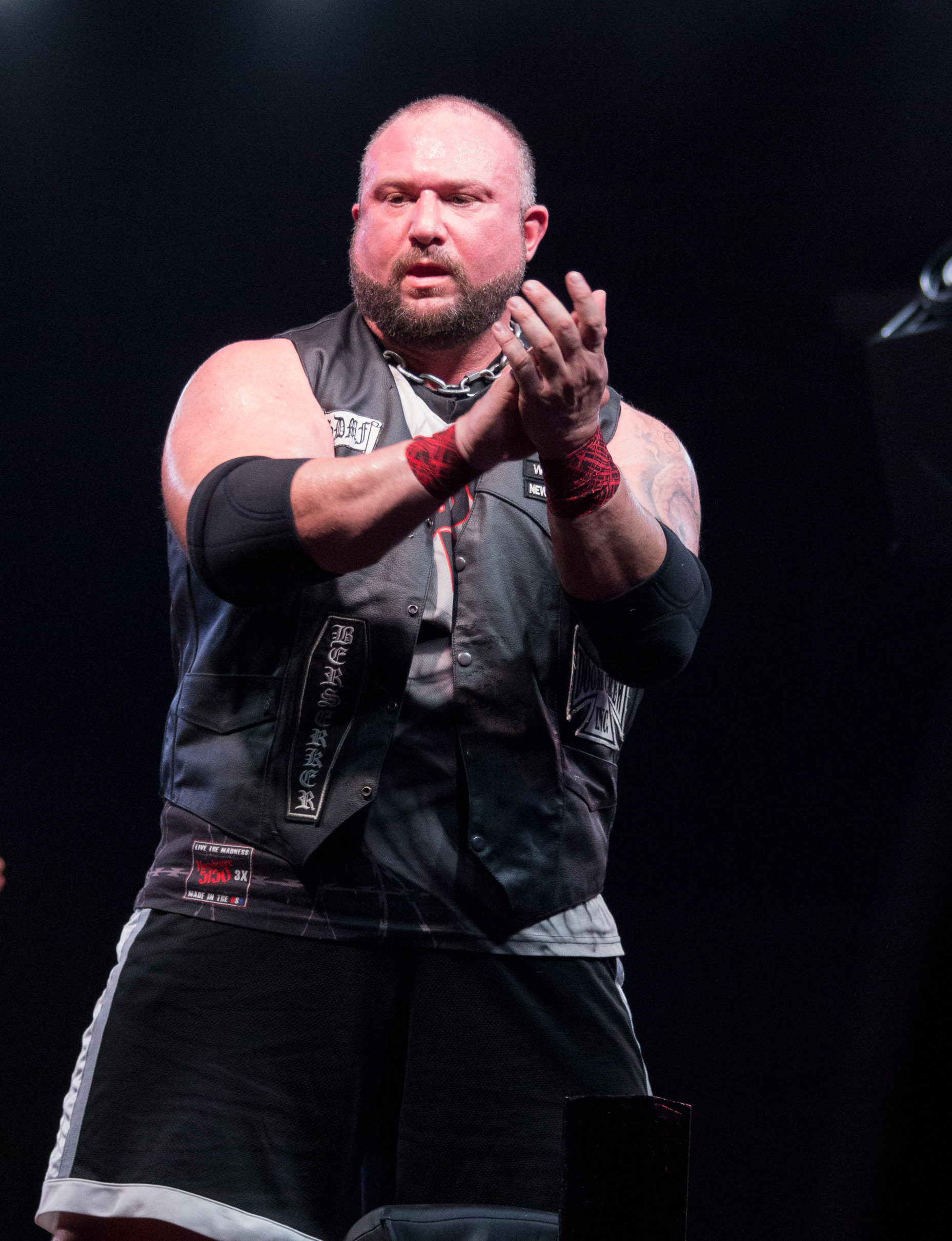
Bully Ray, ganador del Call Your Shot Gauntlet Match.

El color turquesa ██ indica las luchadoras de la división Knockouts, y gris ██ indica los luchadores que son agentes libres.
| N.º | Entrada          | Orden | Eliminado por  | Eliminaciones |
| --- | ---------------- | ----- | -------------- | ------------- |
| 1   | Eric Young       | 16    | Swann          | 1             |
| 2   | Joe Hendry       | 3     | Moose          | 0             |
| 3   | Steve Maclin     | 19    | Ray            | 5             |
| 4   | Rich Swann       | 17    | Maclin         | 1             |
| 5   | PCO              | 4     | Moose          | 0             |
| 6   | Savannah Evans   | 1     | Steelz         | 0             |
| 7   | Johnny Swinger   | 7     | Ray y Dreamer  | 0             |
| 8   | Tasha Steelz     | 6     | Ray            | 2             |
| 9   | Killer Kelly     | 2     | Tasha Steelz   | 0             |
| 10  | Moose            | 11    | Steve Maclin   | 4             |
| 11  | Sami Callihan    | 5     | Deaner         | 0             |
| 12  | Taylor Wilde     | 12    | Cardona        | 0             |
| 13  | Gisele Shaw      | 13    | Cardona        | 0             |
| 14  | Bully Ray        | —     | Ganador        | 3             |
| 15  | Tommy Dreamer    | 8     | Maclin         | 1             |
| 16  | Rhino            | 9     | Moose          | 0             |
| 17  | Bhupinder Gujjar | 15    | Young          | 1             |
| 18  | Heath            | 10    | Moose y Maclin | 0             |
| 19  | Bobby Fish       | 18    | Maclin         | 0             |
| 20  | Matt Cardona     | 14    | Gujjar         | 2             |

1. ↑  Deaner no era participante